# RT-datorn
RT-datorn var en svensk mikrodator i byggsats från 1979–1981, baserad på Motorolas 8-bitars 6800/6809-mikroprocessorer. RT-datorn publicerades i tidningen Radio & Television, i en serie artiklar från augusti 1979 till november 1981. Datorn var designad och konstruerad av Åke Holm på företaget CÅ-Elektronik. Artiklarna i tidningen beskrev datorn som "Flexibel och kraftfull dator för hobby eller utveckling". Operativsystemet var FLEX 2 (6800) eller FLEX 9 (6809) från Technical Systems Consultants.
En uppdaterad variant med nytt format på mönsterkorten presenterades i tidningen Elektronikvärlden i april 1983.

## Bakgrund
RT-datorn designades av Åke Holm efter en serie artiklar i Radio & Television om Motorolas MEK6800D2 byggsats, allmänt kallad D2-kitet. Erfarenheterna av detta bygge, med modifieringar, var grunden till den egna konstruktionen. Artikelserien om Motorolas D2-kit i Radio & Television kallades för "Från utvecklingssystem till dator för Basic". Det var en serie av 13 artiklar med följande titlar:
| Del | Nummer   | Rubrik                                                                                        |
| --- | -------- | --------------------------------------------------------------------------------------------- |
| 1   | 9-1977   | Beskrivning av Motorola D2 utvärderingssystem                                                 |
| 2   | 11-1977  | Programmering i maskinkod av D2                                                               |
| 3   | 12-1977  | Metoder för anpassning av terminal                                                            |
| 4   | 1-1978   | En genomgång av de delar som berörs vid utbyggnaden                                           |
| 5   | 4-1978   | Bussystemets uppbyggnad. Åke Holm tar över tillsammans med Tommy Bladh, presenterar ny design |
| 6   | 5-1978   | Moderkort (CÅ-6800) och nätaggregat för C-lådan                                               |
| 7   | 6/7-1978 | Modifiering av D2-kortet                                                                      |
| 8   | 8-1978   | Tangentbord och printerinterface                                                              |
| 9   | 9-1978   | Anpassningskort för bandspelare (KCS-modem)                                                   |
| 10  | 10-1978  | Videokortet (CÅ-6806) presenteras                                                             |
| 11  | 11-1978  | Minneskortet (CÅ-6816) presenteras                                                            |
| 12  | 12-1978  | Epromkortet (CÅ-6808)                                                                         |
| 13  | 1-1979   | Epromprogrammerare                                                                            |

De fyra första artiklarna presenterades av Jörgen Dahlberg från Digitronic, den svenska distributören av Motorolas D2-kit, och Gunnar Lilliesköld, Radio & Television. Från del 5 togs artikelserien över av Åke Holm och Tommy Bladh tillsammans med Jörgen Dahlberg.

## RT-datorn presenteras
Första artikeln om RT-datorn presenterades i december 1979, då CPU-kortet beskrevs ingående tillsammans med en allmän presentation av RT-datorn. Titeln för serien var "Flexibel och kraftfull dator för hobby eller utveckling".
Ingressen för artikelserien löd:
| ”          | - Här presenterar vi en ny byggserie till en dator. Konstruktionen. grundar sig på de erfarenheter som författaren fått av det tidigare presenterade projektet baserat på Motorolas D2-kit. - Den nya datorn blir betydligt billigare att bygga och därtill mera avancerad. Bl a kan man alternativt använda processorerna 6800 eller 6809. - Periferikorten blir enkla att tillverka, tack vare en ny kortstandard. De som påbörjat det tidigare bygget har dock möjlighet att utnyttja vissa av de redan byggda korten i denna kraftfullare dator. | „ |
| – Åke Holm | |   |

### Artikelregister
Följande artiklar i Radio & Television presenterade RT-datorn
| Del                    | Nummer                 | Rubrik                                                         |
| Videoterminalen CÅ-790 | Videoterminalen CÅ-790 | Videoterminalen CÅ-790                                         |
| ---------------------- | ---------------------- | -------------------------------------------------------------- |
| 1                      | 8-1979                 | Intelligent videoterminal för privatdata och datavision, del 1 |
| 2                      | 9-1979                 | Intelligent videoterminal för privatdata och datavision, del 2 |
| CPU och periferikort   |                        |                                                                |
| 1                      | 12-1979                | CÅ-6819 CPU-kort                                               |
| 2                      | 1-1980                 | CÅ-800 moderkort, CÅ-8001 ACIA (seriekort)                     |
| 3                      | 2-1980                 | CÅ-8004 Timer, CÅ-8091 PIA Labbkort                            |
| 4                      | 3-1980                 | CÅ-8017 Flexskiveinterface                                     |
| 5                      | 5-1980                 | CÅ-8006 HEX terminalkort                                       |
| 6                      | 6/7-1980               | CÅ-8003 kassettmodem                                           |
| 7                      | 10-1980                | CÅ-8005 Realtidsklocka                                         |
| 8                      | 12-1980                | CÅ-8010 EPROM-programmerare                                    |
| 9                      | 1-1981                 | CÅ-8025 EPROM-kort                                             |
| 10                     | 3-1981                 | CÅ-8018 IEEE-kort                                              |
| 11                     | 9-1981                 | CÅ-8043 Färg-TV som dataskärm                                  |

### Prislista
I varje Radio & Televsion-artikel listades en komponentförteckning tillsammans med pris för de olika delarna. Här nedan listas denna, med de omräknade priserna i 2025 års valuta.
| September 1979                                                   | September 1979 | September 1979 |
| ---------------------------------------------------------------- | -------------- | -------------- |
| CÅ-790 Videoterminal                                             | Pris 1979      | Pris 2025      |
| CÅ-790 ex KCS och VHF                                            | 1 960 kr       | 9 136 kr       |
| KCS                                                              | 122 kr         | 569 kr         |
| VHF                                                              | 49 kr          | 228 kr         |
| December 1979                                                    |                |                |
| CÅ-6819 CPU-kort                                                 | Pris 1979      | Pris 2025      |
| Sats med 1 k RAM och 6808-processor                              | 1 140 kr       | 5 145 kr       |
| Sats med 8 k RAM och 6809-processor samt TBUG och CBUG monitorer | 2 130 kr       | 9 613 kr       |
| Endast kretskort                                                 | 356 kr         | 1 607 kr       |
| Januari 1980                                                     |                |                |
|                                                                  | Pris 1980      | Pris 2025      |
| CÅ-800 Moderkort                                                 | 415 kr         | 1 814 kr       |
| Endast kretskort                                                 | 211 kr         | 922 kr         |
| CÅ-8001 ACIA                                                     | 276 kr         | 1 206 kr       |
| Endast kretskort                                                 | 59 kr          | 258 kr         |
| Monitor TBUG, 2 st 2708 EPROM                                    | 301 kr         | 1 315 kr       |
| Monitor CBUG, 2 st 2708 EPROM                                    | 350 kr         | 1 530 kr       |
| Februari 1980                                                    |                |                |
|                                                                  | Pris 1980      | Pris 2025      |
| CÅ-8004 Timer                                                    | 192 kr         | 827 kr         |
| Endast kretskort                                                 | 53 kr          | 228 kr         |
| CÅ-8091 PIA Labbkort                                             | 76 kr          | 327 kr         |
| Mars 1980                                                        |                |                |
|                                                                  | Pris 1980      | Pris 2025      |
| CÅ-8017 Flexskivestyrning                                        | 962 kr         | 4 121 kr       |
| Juni/juli 1980                                                   |                |                |
|                                                                  | Pris 1980      | Pris 2025      |
| CÅ-8003 KCS-modem                                                | 236 kr         | 998 kr         |
| Endast kretskort                                                 | 53 kr          | 224 kr         |
| Oktober 1980                                                     |                |                |
|                                                                  | Pris 1980      | Pris 2025      |
| CÅ-8005 Realtidsklocka                                           | 312 kr         | 1 247 kr       |
| December 1980                                                    |                |                |
|                                                                  | Pris 1980      | Pris 2025      |
| CÅ-8010 Eprom-programmerare                                      | 840 kr         | 3 358 kr       |
| Endast kretskort                                                 | 117 kr         | 468 kr         |
| Mars 1981                                                        |                |                |
|                                                                  | Pris 1981      | Pris 2025      |
| CÅ-8018 IEEE-styrkort                                            | 557 kr         | 2 114 kr       |
| September 1981                                                   |                |                |
|                                                                  | Pris 1981      | Pris 2025      |
| CÅ-8043 Färg-TV som terminal                                     | 583 kr         | 2 125 kr       |

## Specifikationer
- Processor:
  - Motorola 6800 och/eller Motorola 6809
  - Klockfrekvens: 1 MHz

- Grafikhårdvara: Mullard SAA5052 och SAA5020
  - 8 färger
  - Textläge: 40 × 25, inklusive grafik med samma mönster som Text-TV

- RAM:
  - 48 kB (6800) eller 56 kB (6809).

- Lagring
  - Kassettband
  - Upp till 4 st diskettstationer enkel densitet, enkel eller dubbelsidiga disketter.

## Uppbyggnad
RT-datorn var en modulär konstruktion. De kort som krävdes för att få en fungerande dator var moderkortet CÅ-800, CPU-kortet CÅ-6819, HEX terminalkort CÅ-8006 och kassettmodem CÅ-8003. Efter behov kunde datorn byggas ut med fler kort för att få en fullt fungerande dator med flexskiveenheter, videoterminal och utökat minneskort.

### Minneskarta
Hur minnet utnyttjades i RT-datorn berodde helt på vilken CPU som var aktiv. För 6800-processorn var den maximala minnesrymden 48 kB, för 6809 var det 56 kB.
| Adress | 6800 6808       | 6809            |
| ------ | --------------- | --------------- |
| $FFFF  | Används ej      | CBUG/F0BUG      |
| $F000  | Används ej      | CBUG/F0BUG      |
| $EFFF  | ECBUG/TBUG      | Används ej      |
| $E100  | ECBUG/TBUG      | Används ej      |
| $E0FF  | ECBUG/TBUG      | Periferikort    |
| $E000  | ECBUG/TBUG      | Periferikort    |
| $DFFF  | 8k RAM CÅ-6848  | 8k RAM CÅ-6819  |
| $C000  | 8k RAM CÅ-6848  | 8k RAM CÅ-6819  |
| $BFFF  | 8k RAM CÅ-6848  | 48k RAM CÅ-6848 |
| $A000  | 8k RAM CÅ-6848  | 48k RAM CÅ-6848 |
| $9FFF  | Används ej      | 48k RAM CÅ-6848 |
| $80FF  | Används ej      | 48k RAM CÅ-6848 |
| $8000  | Periferikort    | 48k RAM CÅ-6848 |
| $7FFF  | 32k RAM CÅ-6848 | 48k RAM CÅ-6848 |
| $0000  | 32k RAM CÅ-6848 | 48k RAM CÅ-6848 |

## Moderkort

### CÅ-800 - Moderkort
Moderkortet för RT-datorn var bestyckat med 6 stycken parallellkopplade 86-poliga kortkontakter avsett för systemkort. 15 stycken parallellkopplade 22-poliga kortkontakter för periferikort fanns, sånär som stift 22 vilket är separat. Detta stift gör att CPU-kortet kan adressera varje periferikort separat. Till moderkortet anslöts spänning, +5V, växelspänning 14V, reset-knapp och knapp för NMI (non-maskable interrupt ). CÅ-800 innehöll också likriktardioderna för 12V spänningarna.

### CÅ-801 - Moderkort
Det omarbetade moderkortet CÅ-801 var uppbyggt på samma sätt som CÅ-801, men sektionen med likriktardioderna för 14V växelspänning var borttaget. Moderkortet matades nu direkt med +5V, +12V och -12V. De 86-poliga kontakterna reducerades från 6 stycken till 4.

## Huvudkort 86-poliga

### CÅ-6819 – CPU-kort
RT-datorns processorkort har plats för två mikroprocessorer, 8 kilobyte minne samt upp till 4 kilobyte maskinkodsmonitor för varje processor. På kortet finns 8 kB RAM på antingen adress $A000-$BFFF (6808) eller $C000-$DFFF (6809). Ingen automatisk adressomkoppling av minnet fanns. Ska datorn starta både FLEX 2 och FLEX 9 är det ett krav att ha det externa minneskortet CÅ-6848 med minne adresserat på $A000-$BFFF.

#### Maskinkodsmonitorerna
- ECBUG – Maskinkodsmonitor för 6800 och HEX-terminalen CÅ-8006
- TBUG  – Maskinkodsmonitor för 6800 och videoterminalen CÅ-790
- F0BUG – Maskinkodsmonitor för 6809 och HEX-terminalen CÅ-8006
- CBUG – Maskinkodsmonitor för 6800 och videoterminalen CÅ-790

### CÅ-6848 – Minneskort 48kB
Minneskortet består av upp till 48 kB minne fördelat på tre 16 kB-block. RAM-kretsarna som används är av typ 4116. Varje krets rymmer 16 384 bitar, och det krävs 8 stycken för att för att få 16 kB minne. 4116 är ett så kallat dynamiskt minne, vilket kräver en "refresh"; detta är inbyggt på kortet med hjälp av två Motorola-kretsar: MC 3242 och MC 3480. 

### CÅ-790 – Videoterminal
Åke Holm designade först en färg-videoterminal baserad på Mullard SAA5052 teckengenerator, tillsammans med Mullard SAA5020 synkkrets för användning till D2-kitet. Kortet är försett med VHF- och RGB-utgångar för anslutning till färg-tv via antenningången eller via en RGB-videoskäm. Styrning av terminalen sker genom seriekommunikation som RS-232. Ett parallell-avkodat tangentbord krävs för inmatning av text samt en nätdel. Kortet har beteckningen CÅ-790. Två artiklar i Radio & Television i augusti och september 1979 beskriver ingående funktionerna i videoterminalen. Denna videoterminal används till RT-datorn.

## Periferikort 22-poliga

### CÅ-8001 – ACIA
Detta kort används för att styra videoterminalen CÅ-790 via den seriella porten A. Port B kan användas för en seriell skrivare.

### CÅ-8003 – kassettmodem
Detta kassettmoden baseras på "Kansas City-standard", vilket möjliggör sparande, och hämtande, av programvara från kassettband.

### CÅ-8004 – Timer
Detta kort baseras på Motorola MC6840, och kretsen innehåller tre sextonbitars räknare. I RT-datorn används denna räknare som avbrottsrutin (IRQ) för skrivarhantering vilket möjliggör utskrift av exempelvis programlistning samtidigt som datorn används.

### CÅ-8005 – realtidsklocka
Detta kort tillhandahåller en realtidsklocka baserad på kretsen MM5318.

### CÅ-8006 – HEX terminalkort
Den här terminalen arbetar med HEX-kod. Kombinerad med CPU-kortet CÅ-6918 ger den möjlighet att programmera maskinkod.

### CÅ-8008 – A/D-omvandlare
Detta kort möjliggör inmatning av upp till 16 analoga signaler vilka bearbetas digitalt i datorn. Mätvärdet fås som ett 8-bitars värde, och det blir 256 steg mellan noll och fullt utslag.

### CÅ-8010 – EPROM-programmerare
Detta kort möjliggör programmering av EPROM av följande typer:
- 2708, alla fabrikat, 1k EPROM med tre matningsspänningar
- 2716, Texas och Motorola, 2k EPROM med tre matningsspänningar
- 2516/2716, alla fabrikat, 2k EPROM med en matningsspänning
- 2532, Texas, 4k EPROM med en matningsspänning
- 2732, Intel, 4 k EPROM med en matningsspänning

### CÅ-8015 – Realtidsklocka
Detta kort tillhandahåller en realtidsklocka baserad på kretsen MSM5832.

### CÅ-8017 – Flexskivekort
Detta kort möjliggör anslutning av upp till fyra 5,25-tums diskettenheter, enkel eller dubbelsidiga, med enkel densitet.

### CÅ-8018 – IEEE-kort
Detta kort möjliggör anslutning av instrumentbussen IEEE-488. Bussen kallas även HP-IP eller GPIB.

### CÅ-8025 – EPROM-kort
EPROM-kort med plats för 8 stycken 2K 2516 EPROM-kretsar. Upp till tre kort kan anslutas till RT-datorn, vilket då ger upp till 48K lagringsutrymme. EPROM:en kan programmeras med exempelvis FLEX, och detta laddas sekundsnabbt in via ett kommando i maskinkodsmonitorn.

### CÅ-8027 - Flyttalsprocessor
Detta kort med AM9511 ger aritmetiska och trigonometriska operationer med 16-bitars och 32-bitars heltal och 32-bitars flyttal. Det kan också konvertera heltal till flyttal och vice versa.

### CÅ-8043 – Färg-TV som terminal
Detta kort ansluts till videoterminalen och ger en modulerad signal ut på UHF-bandet. Kortet ansluts enkelt via en antennkabel till antenningången på en färg-tv.

### CÅ-8091 – PIA labbkort
Detta kort tillhandahåller två 8-bitars dubbelriktade databussar och fyra avbrotts-/kontroll-linjer för enkel IN/UT datahantering.

### CÅ-8092 – ACIA/SSDA/ADLC labbkort
Detta kort tillhandahåller olika former av seriella anslutningar via ACIA/SSDA/ADLC

## Presenterade periferikort
Följande periferikort fanns i annonser men tillverkades ej:
- CÅ-8002 – 2 stycken PIA
- CÅ-8013 – korthållsmodem
- CÅ-8016 – Ljudkort med SN76477
- CÅ-8020 – Debugkort
- CÅ-8095 – Förlängningskort 22-poligt

## "Nya" RT-datorn
Den så kallade "Nya" RT-datorn presenterades i Elektronikvärlden nummerr 4 1983 med ingressen:
| ”          | - RT-datorn kan man nu bygga på europakort vilket blir billigare än med de äldre kretskorten. - Här ger konstruktören en kort presentation av det nya datasystemet | „ |
| – Åke Holm | |   |

Den nya RT-datorn bestod 7 stycken mönsterkort i dubbelt europaformat (100x220 mm).

### Uppbyggnad
Den nya RT-datorn var en ännu mer modulär konstruktion än den tidigare designen. De kort som krävdes för att få en enkel fungerande dator var CPU-kortet CÅ-812 och HEX terminalkortet CÅ-831.

### Minneskarta
| Adress | Funktion           | kort   |
| ------ | ------------------ | ------ |
| $FFFF  | 2k EPROM           | CÅ-812 |
| $F800  | 2k EPROM           | CÅ-812 |
| $F7FF  | 2k EPROM           | CÅ-812 |
| $F000  | 2k EPROM           | CÅ-812 |
| $EFFF  | 2k bildskärms-RAM  | CÅ-815 |
| $E800  | 2k bildskärms-RAM  | CÅ-815 |
| $E7FF  | Reserv             |        |
| $E400  | Reserv             |        |
| $E3FF  | 768 byte RAM       | CÅ-812 |
| $E100  | 768 byte RAM       | CÅ-812 |
| $E0FF  | CRTC + PIA         | CÅ-815 |
| $E0F0  | CRTC + PIA         | CÅ-815 |
| $E0EF  | reserv             |        |
| $E0E0  | reserv             |        |
| $E0DF  | EPROM-kort #3      | CÅ-816 |
| $E0D0  | EPROM-kort #3      | CÅ-816 |
| $E0CF  | EPROM-kort #2      | CÅ-816 |
| $E0C0  | EPROM-kort #2      | CÅ-816 |
| $E0BF  | EPROM-kort #1      | CÅ-816 |
| $E0B0  | EPROM-kort #1      | CÅ-816 |
| $E0AF  | reserv             |        |
| $E020  | reserv             |        |
| $E01F  | Flexkontrollkort   | CÅ-817 |
| $E010  | Flexkontrollkort   | CÅ-817 |
| $E00F  | in/ut-kort         | CÅ-813 |
| $E000  | in/ut-kort         | CÅ-813 |
| $DFFF  | 8 k statiskt RAM   | CÅ-812 |
| $C000  | 8 k statiskt RAM   | CÅ-812 |
| $BFFF  | 48 k dynamiskt RAM | CÅ-814 |
| $0000  | 48 k dynamiskt RAM | CÅ-814 |

### Kretskorten
Följande kort fanns till den "nya" RT-datorn:
- CÅ-812 – CPU-kort
  - På processorkortet finns ett statiskt RAM som ligger på adress $C000 – DFFF. Dessutom finns det två socklar där man kan plugga in EPROM som då kommer att ligga mellan $F000 och FFFF. På kortet sker även avkodning av periferikretsarna som finns på $E000 – $E0FF. Ett extra RAM, mellan $E100 och $E3FF, kan med fördel användas av monitor och terminalprogram utan konflikt med operativsystemet Flex.

- CÅ-813 – Kommunikation
  - Det nya kortet för seriekommunikation heter CÅ-813 och ersätter de äldre korten 8001, 8014 och 8015. Här finns en programmeringsbar seriekommunikationskrets med V24-snitt, en skrivarutgång av parallelltyp (Centronics) och en realtidsklocka med batteriuppbackning. Anslutningen av skrivare sker med en 60-polig flatkabelkontakt. Av dessa ledare går 36 till skrivaren och 24 till V24-kontakten. Se även CÅ-833.
- CÅ-814 – Minneskort 48 kB med dynamiska RAM-kretsar
  - Minneskortet 814 ersätter CÅ-6848. Det är helt identiskt med undantag av att "refreshen" för de dynamiska minneskretsarna sker kontinuerligt i stället för som tidigare med 32 kHz. Minneskortet är på 48 kB. Se även CÅ-834.

- CÅ-815 – Video-terminalkort
  - Terminalkortet är en helt ny konstruktion. Det är en så kallad minnesmappad terminal med 24 rader om vardera 80 tecken. På kortet finns en CRT-kontrollkrets (Motorola MC 6845), bildminne samt en PIA för anslutning av tangentbord över en 26-polig kontakt. Den har samma koppling som den i byggboken beskrivna terminalen. Bildminnet ligger mellan $E800 och $EFFF, och processorn på kort 812 tar hand om terminalfunktionerna. All teckenhantering mellan "dator"- och "terminaldel" sker utan inblandning av seriekommunikationskretsar. Förloppet är därför mycket snabbare än tidigare. Terminalens teckenuppsättning är svensk.

- CÅ-816 – EPROM-kort
  - Det nya EPROM-kortet heter 816 och har plats för 16 EPROM-kretsar av typen 2532 som vardera rymmer 4 kB. Man kan alltså ha upp till 64 kB fast (resident) programminne i datorn. Där kan man lagra exempelvis operativsystem eller Basic-tolk. Hela minnet når man genom att gå till en adress. Med en programrutin flyttar man ned data från EPROM-minnet till datorns arbetsminne. Upp till tre stycken CÅ-816 kan monteras i RT-datorn, vilket ger upp till 192 kB lagringsutrymme. Kortet ersätter 8025-kortet.

- CÅ-817 – Diskett-gränssnitt
  - Drivkretsarna för flexskiveminnet finns på kortet 817 som helt motsvarar det i byggboken beskriva kortet 8017. Det är avsett för anslutning av upp till fyra enkel- eller dubbelsidiga drivenheter (5 1/4") med enkel (ej dubbel) packningstäthet. Se även CÅ-837.
- CÅ-831 – Terminalkort enkelt
  - Den enkla hexadecimala terminalen 8006 har fått en efterföljare 831 som förutom lysdiodsindikatorer och tangentbord även har en PIA-krets för labuppkopplingar.
- CÅ-833 – Nyare kommunikationskort/RTC med MSM5832, ACIA och Centronics-port

- - Ett nyare kort I/O som ersätter CÅ-813. Här finns en seriekommunikationskrets med V24-snitt, en skrivarutgång av parallelltyp (Centronics) och en realtidsklocka med batteriuppbackning.
- CÅ-834 – Minneskort med statiska RAM-kretsar
  - Nytt kort med plats för 24 stycken 2k minnes-kretsar, 6116 och/eller 2716 EPROM. Det ersätter CÅ-814.

- CÅ-837 – Diskettinterface med Double Density
  - Nytt kort med stöd för Double Density. Ersätter CÅ-817.